# Gare centrale de Vienne
La gare centrale de Vienne (en allemand : Wien Hauptbahnhof) est la gare ferroviaire principale de Vienne, capitale de l'Autriche. L'édifice est situé près de la Gürtel dans le 10e arrondissement (Favoriten), sur le site de l'ancienne gare du Sud. 
Son inauguration effective s'est faite en plusieurs étapes à partir du 9 décembre 2012. Depuis la mise en service complète le 13 décembre 2015, tous les trains grandes lignes des Chemins de fer fédéraux autrichiens (ÖBB) traversant la capitale se rendent à la gare centrale. C'est la première fois dans l'histoire des chemins de fer autrichiens que Vienne a une gare principale regroupant toutes les lignes aboutissant à la ville.

## Situation ferroviaire

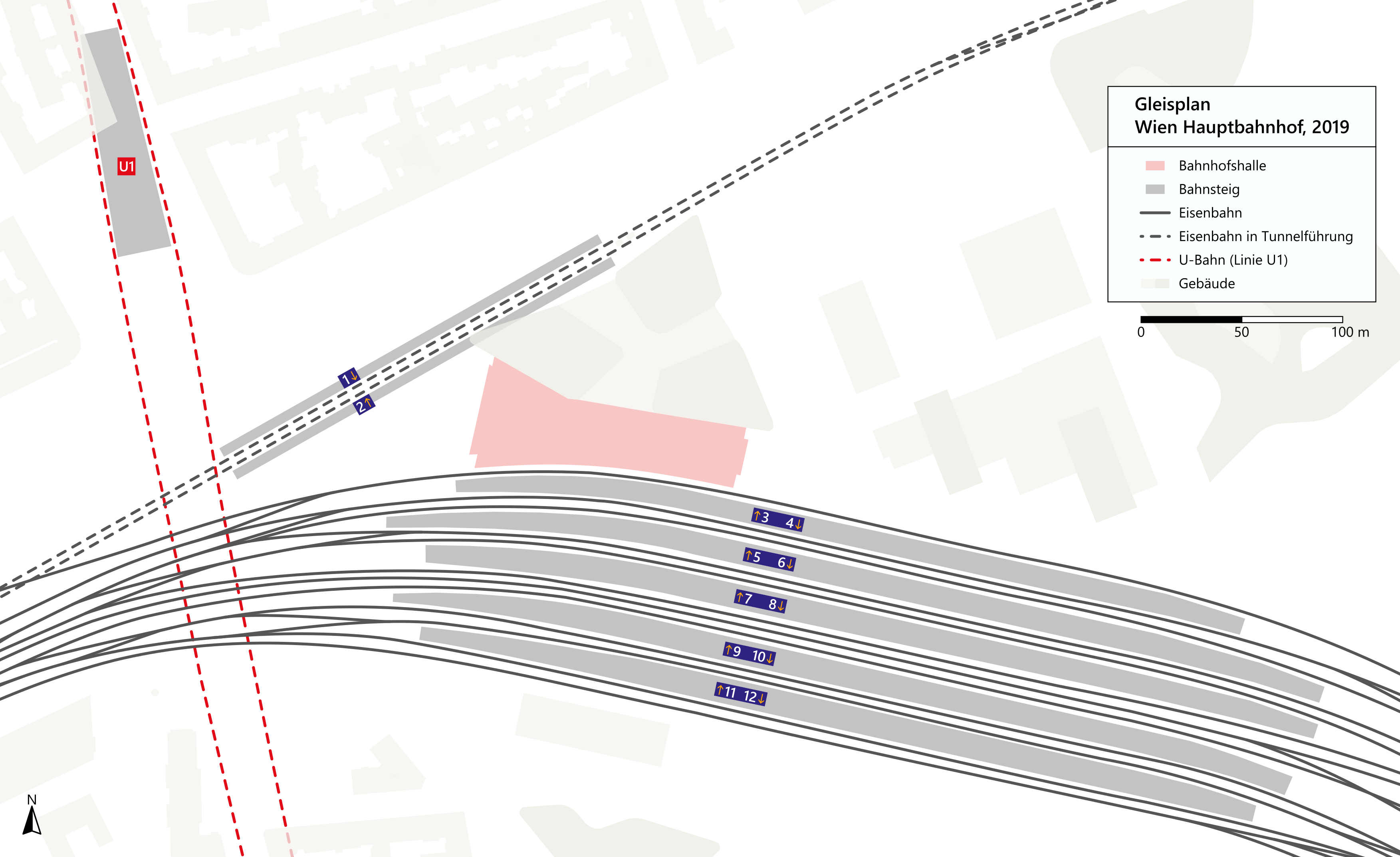
Schéma des voies en gare.

Établie à 208 mètres d'altitude, la gare centrale de Vienne est située aux points kilométriques 0 des lignes du Sud (Südbahn), de l'Est et de la ligne de l'Est de Laa, ainsi que 1,340 de la Stammstrecke empruntée par les trains du S-Bahn de Vienne reliant la ligne du Nord.
Elle dispose de douze voies dont dix, numérotés de 3 à 12, encadrant cinq quais centraux en hauteur, et deux situées dans la gare souterraine annexe de Südtiroler Platz-Hauptbahnhof encadrées par deux quais latéraux numérotés 1 et 2 (voir plan ci-contre).

## Services ferroviaires

### Accueil
Gare des ÖBB, elle est dotée d'un bâtiment voyageurs offrant un point d'information des voyageurs, un guichet de vente de titres de transport ainsi que des distributeur automatique de titres de transport.
La gare est accessible aux personnes à mobilité réduite.